# بيتر براونغاردت
بيتر براونغاردت (بالإنجليزية: Peter Browngardt)‏ (مواليد 12 أغسطس 1979) هو رسام كرتون أمريكي وفنان لوحات قصص وكاتب وممثل صوت ومنتج، معروف بكونه مؤلف العم جدو لكرتون نتورك.

## وصلات خارجية
- بيتر براونغاردت على موقع IMDb (الإنجليزية)
- بيتر براونغاردت على موقع قاعدة بيانات الفيلم (الإنجليزية)
- بيتر براونغاردت على موقع كينوبويسك (الروسية)